# Ernst Josephson
Ernst Josephson (Stockholm, 16. travnja 1851. – Stockholm, 22. studenog 1906.), švedski slikar
Za vrijeme studija proputovao je po zapadnoj Europi i dulje boravio u Rimu i Parizu. Razvijao se pod utjecajem Rembrandta i venecijanskih slikara, a u Francuskoj dolazi pod utjecaj impresionista. 